# Kantens
Kantens, dialekt groningski Kannes – wieś w Holandii, w prowincji Groningen, w gminie Eemsmond. Do 1990 roku Kantens stanowiło osobną gminę. Po reformie administracyjnej wieś weszła w skład gminy Hefshuizen.